# Cardiff Mets
I Cardiff Mets sono stati una squadra di football americano di Cardiff, in Gran Bretagna. Fondati nel 1987, hanno chiuso nel 1993.

## Dettaglio stagioni

### Tornei nazionali

#### Campionato

##### BGFL Premiership
| Stagione | regular season | regular season | regular season | regular season | regular season | regular season | playoff | playoff | playoff | playoff | playoff | playoff          | playoff            |
|          | Vin            | Par            | Per            | Tot            | PF             | PS             | Vin     | Per     | Tot     | PF      | PS      | risultato        | avversaria         |
| -------- | -------------- | -------------- | -------------- | -------------- | -------------- | -------------- | ------- | ------- | ------- | ------- | ------- | ---------------- | ------------------ |
| 1988     | 9              | 0              | 1              | 10             | 354            | 77             | 1       | 1       | 2       | 44      | 18      | Quarti di finale | Leicester Huntsmen |
| Totale   | 9              | 0              | 1              | 10             | 354            | 77             | 1       | 1       | 2       | 44      | 18      |                  |                    |

Fonti: Enciclopedia del Football - A cura di Roberto Mezzetti

### Riepilogo fasi finali disputate
| Anno           | Luogo | Evento           | Fase del torneo  | Incontro                          | Risultato |
| 21 agosto 1988 |       | BGFL Premiership | Quarti di finale | Cardiff Mets - Leicester Huntsmen | 2 - 12    |